# Rehlingen (Adelsgeschlecht)

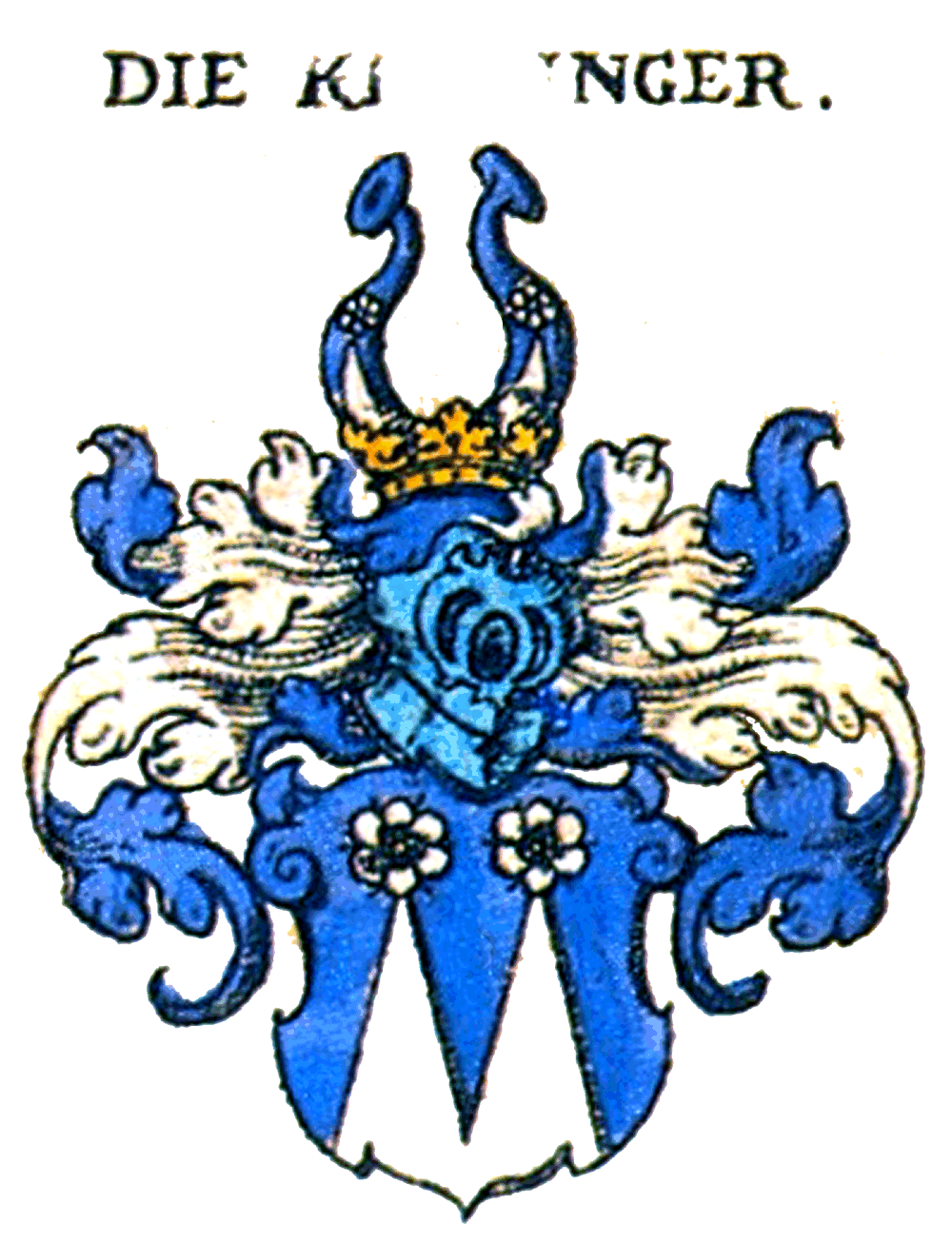
Stammwappen der Rehlinger in Johann Siebmachers Wappenbuch, 1605

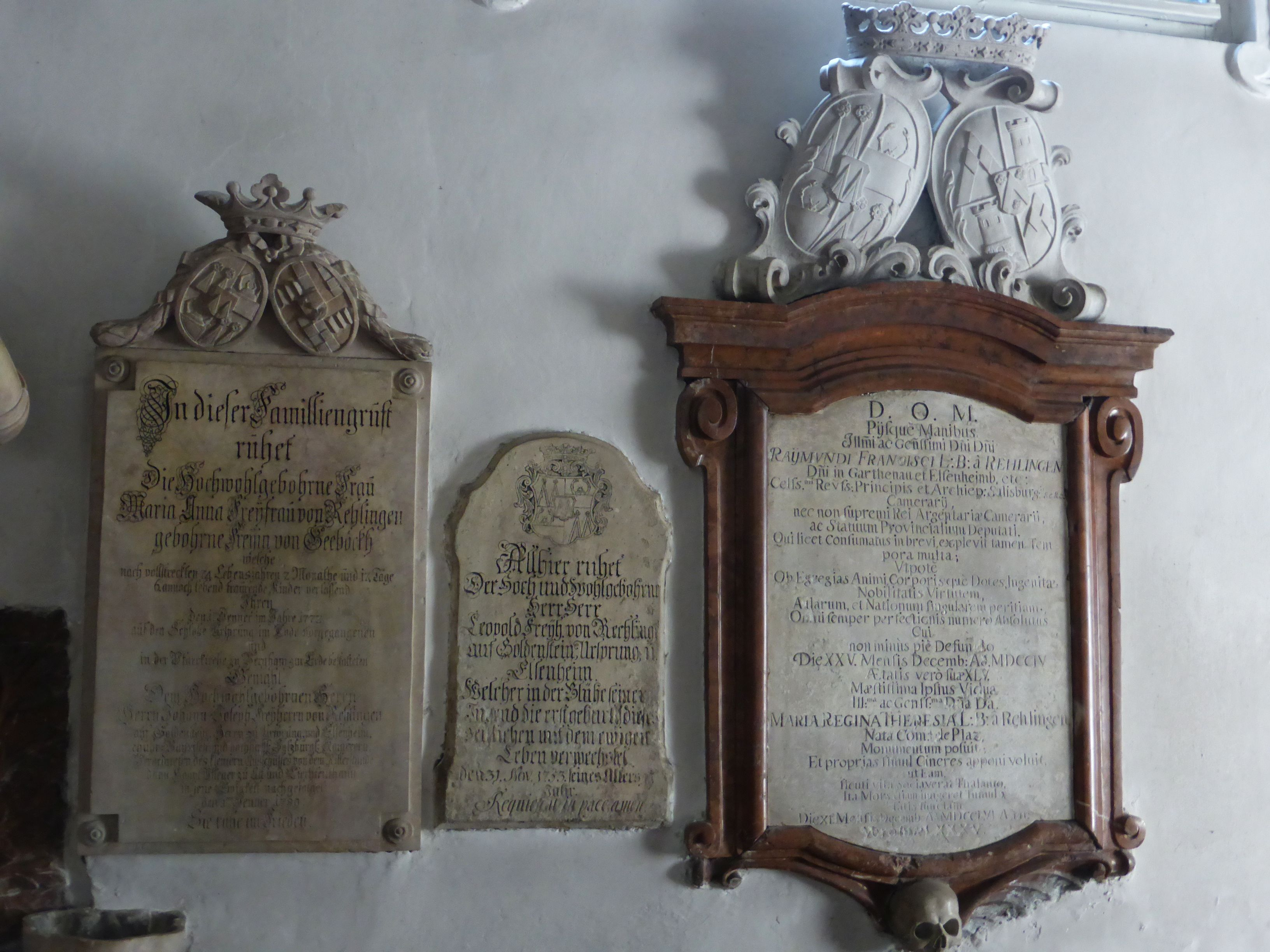
Epitaph derer von Rehlingen in der Klosterkirche von St. Peter in Salzburg

Die von Rehlingen (auch Rehlinger, Relinger, Rechlinger oder Röhlinger) sind ein altes bairisch-salzburgisches Adelsgeschlecht, das seinen Stammsitz in Schernegg, der Gemeinde Rehling im Landkreis Aichach-Friedberg zugehörig, hatte.

## Geschichte

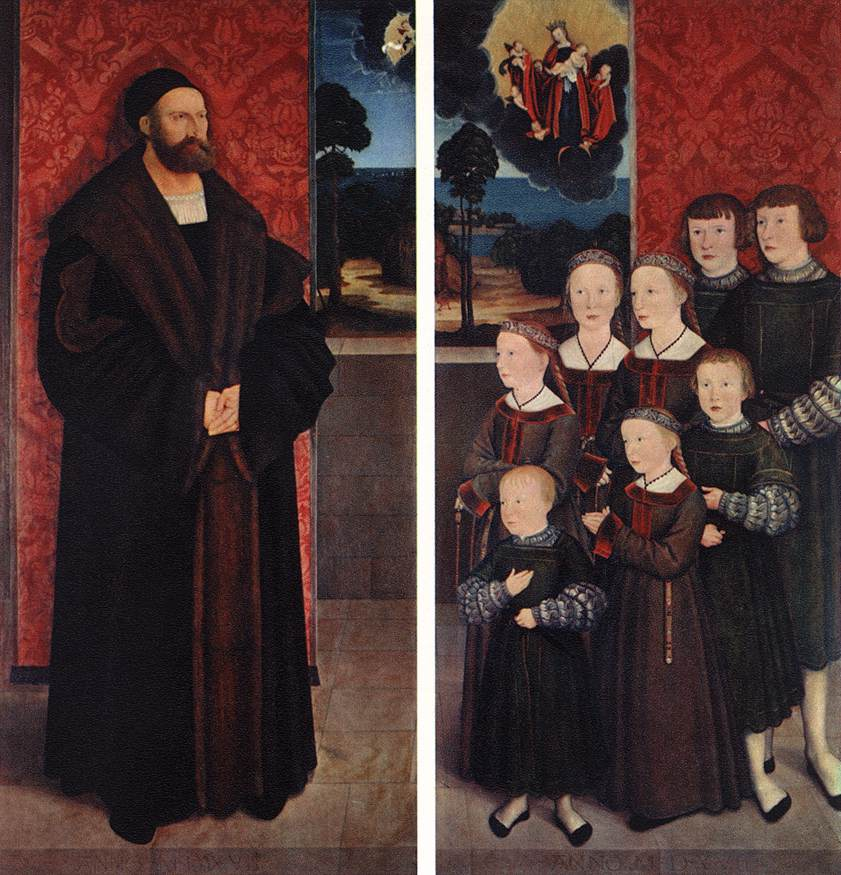
Konrad Rehlinger (1470–1556) und seine Kinder (1517), von Bernhard Strigel Alte Pinakothek, München

Einer alten Überlieferung nach stammen die Rehlinger ursprünglich aus Rehling oder "Stainhauß" nördlich von Augsburg, Quellen sehen darin einen Bezug auf die Burg Scherneck (siehe Schloss Scherneck). Andere Quellen nennen eine Burg Rehlingen im Lechrain als ursprünglichen Stammsitz des Geschlechts *.
Als Ministerialen der Wittelsbacher gehörten sie zu den bedeutendsten Dienstadelsgeschlechtern der bayerischen Herzöge, die sie „ihre lieben, getreuen Diener“ nannten und bei allen wichtigen Verhandlungen zu Rate zogen. Berthold von Rehlingen war mehrmals Schiedsmann, unter anderen 1305 in den Verhandlungen mit dem Hochstift Eichstätt wegen des Erbes der Grafen von Hirschberg und 1310 bei der Teilung zwischen den Herzögen Ludwig, dem späteren deutschen Kaiser, und Herzog Rudolf. *.
Ihre Burgen zu Rehlingen und Scherneck waren mit den dazugehörigen Kirchensätzen, Dörfern, Vogteien und edler und unedler Mannschaft ihr freies Eigentum. Von den bayerischen Herzögen erhielten sie außerdem die zugehörigen Hofmarken und Gerichte, insbesondere das Hochgericht, als Lehen.
Im Jahre 1302 erscheint der vor dem 30. April 1333 gestorbene Ulrich von Rochelingen erstmals als Bürger der Stadt Augsburg *. Schon 1300 gelobte Grimwald von Rehlingen der Stadt Augsburg, mit seinem Leib, seinen Leuten und seiner Burg zwei Jahre dienen zu wollen *. Später hat er, nach der Chronik von Werlich, durch Heirat seines Sohnes Hans mit Patriziergeschlechtern der Stadt, seine Linie in Augsburg dauerhaft angesiedelt.
Bereits 1322 verkaufte ein Hans von Rehlingen seine Burgen und Besitzungen zu Rehlingen, Griesstetten und Scherneck mit allen Zugehörungen an den Ritter Heinrich von Gumppenberg. Ein Jahrhundert später erloschen die landgesessenen Rehlinger, die für kurze Zeit die Herrschaft Au bei Landshut besessen hatten. Belegt ist, dass Ulrich und Conrad Roehlinger/Roechlinger 1396 zu den 20 reichsten Augsburgern gehörten.
Kaiser Karl V. bestätigte 1541 zu Regensburg den Gebrüdern Wolfgang und Bernhard Rechlinger den ihrem Vater Bernhard Rechlinger 1536 zu Innsbruck verliehenen rittermäßigen Adel. Gleichzeitig durften sie ihr Wappen mit dem des erloschenen Geschlechts der Wisspach vereinigen. Auch den Brüdern Daniel und Bernhard Wolfgang von Rechlinger wurden Adel und Wappen bestätigt, zugleich durften sie sich Rechlinger von Rechlingen nennen.
Bis etwa 1550 waren die Mitglieder der weit verzweigten Familie vorwiegend als Unternehmer, Kaufleute und Bankiers tätig, während die folgenden Generationen zunehmend von den Erträgen der bis dahin angehäuften Besitztümer überwiegend im weiteren Umkreis von Augsburg lebten. Lange Zeit gehörte ihnen das dortige Schloss Hainhofen. 1564 errichteten sie in Kleinkitzighofen eine dauernde Herrschaft; ihre Burg, die über einen Gang mit der Kirche verbunden war, existiert seit Ende des 18. Jahrhunderts nicht mehr.
Im Vorzeichen der Pfarrkirche von Leeder hängen die Fußketten, die Raymund Rehlinger nach seiner Rückkehr aus türkischer Gefangenschaft 1595 dort zusammen mit einer Gedenktafel anbringen ließ.
Ferdinand Gottlieb, Ludwig Franz, Johann Paris und Karl Heinrich von Rehlingen erhielten 1653 in Regensburg durch Kaiser Ferdinand III. eine Adelsbestätigung sowie eine Erneuerung des Prädikats, diesmal aber von Rehlingen.
Kaiser Leopold I. erhob 1665 in Salzburg die Gebrüder Raimund Ludwig Franz, Ferdinand Gottlieb, Johann Paris und Karl Heinrich von Rehlingen in den erblichen Reichsfreiherrenstand mit den Prädikaten zum Goldenstein, Radegg und Müllheim. Zudem wurde ihr Wappen mit dem der erloschenen Familie der Dietenhamer vereinigt und damit aufgewertet. 1709 wurden die Freiherren Raimund Dionysius und Franz Anton von Rehlingen zu salzburgischen Landleuten ernannt.
Die Herren von Rehlingen gehörten während des 18. Jahrhunderts zur Reichsritterschaft im schwäbischen Ritterkreis. Prinzregent Luitpold von Bayern verlieh am 10. Mai 1909 zu Berchtesgaden den Brüdern Richard und Rudolf von Rehlingen und Haltenberg den erblichen Freiherrenstand des Königreichs Bayern „in Anerkennung des glaubwürdig nachgewiesenen bayerischen Uradels, der Zugehörigkeit ihrer Familie zur ehemaligen Reichsritterschaft und des schon früher längere Zeit geführten freiherrlichen Titels“ *.
Die Rehlinger besaßen in Salzburg die Güter Radeck, Goldenstein, Mühlheim, Ursprung und Elsenheim. Das Stadtpalais der Rehlinger in Salzburg ist heute noch nach dieser Familie benannt. Die Familiengruft der Rehlinger befindet sich in der Stiftskirche von Kloster St. Peter in Salzburg.

## Wappen
Das Stammwappen zeigt in Blau zwei aufsteigende silberne Spitzen, oben jeweils mit einer gold-besamten fünfblättrigen silbernen Rose. Auf dem bekrönten Helm mit blau-silbernen Helmdecken zwei blaue Büffelhörner, je belegt mit einer rosenbesteckten silbernen Spitze.

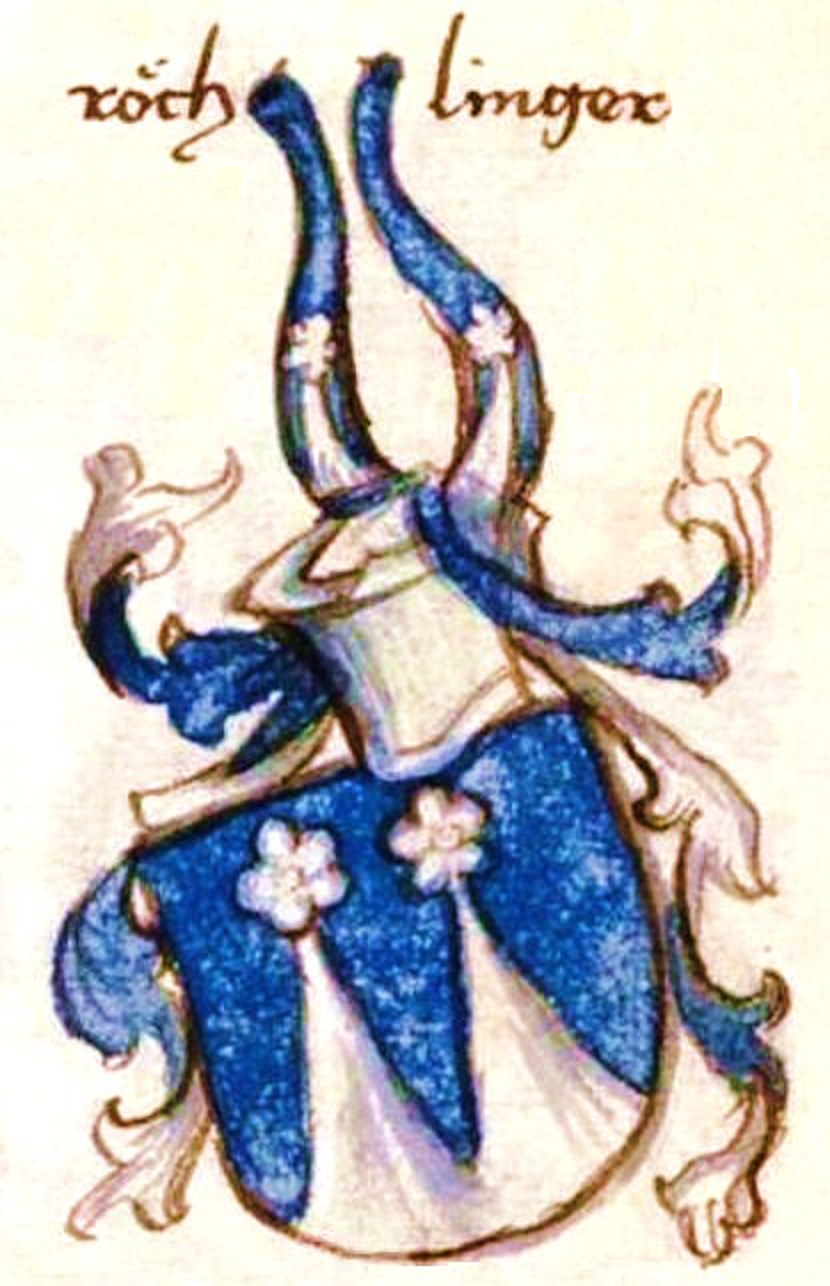
Stammwappen Augsburger Chronik, 1457–1487
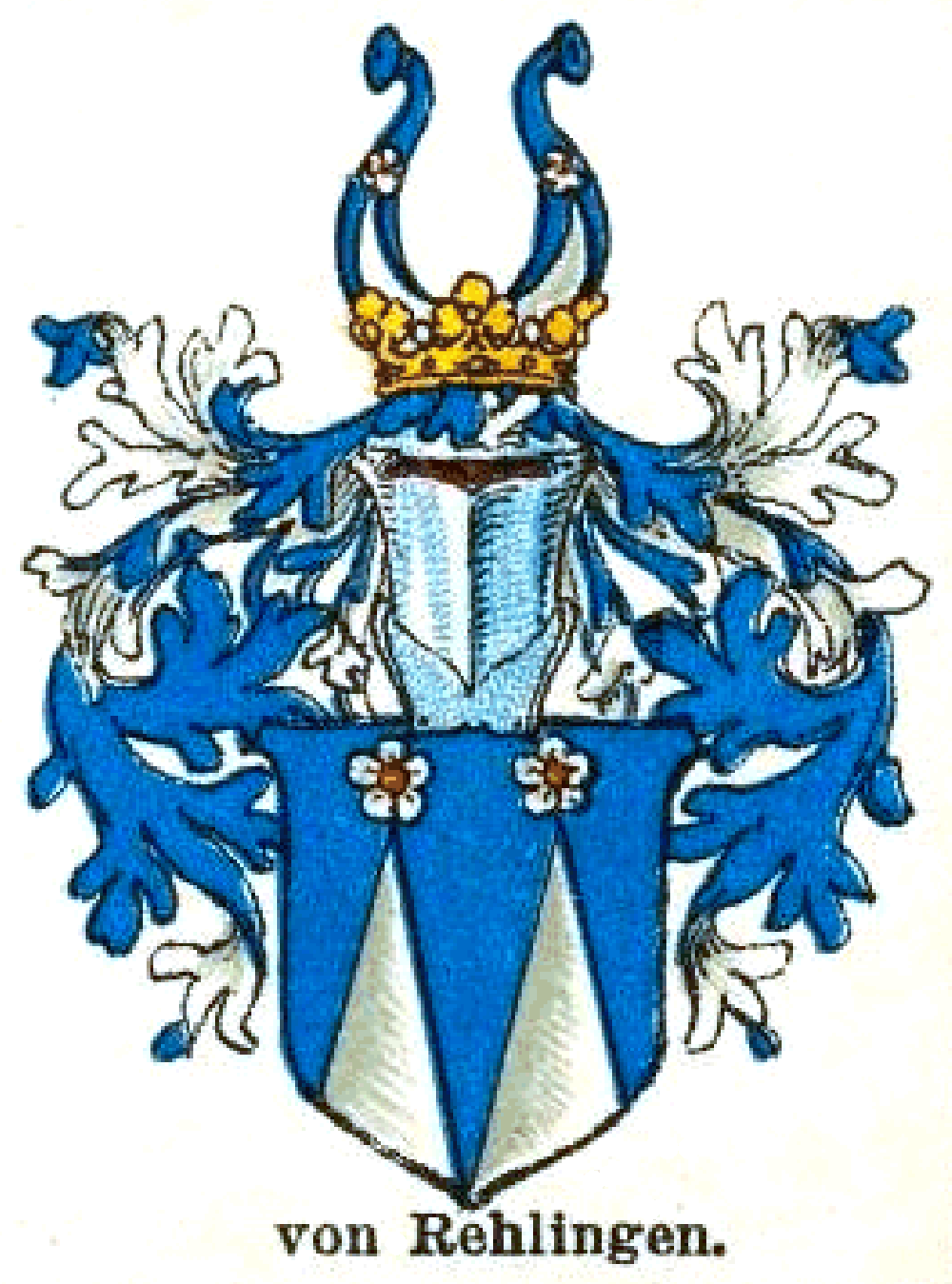
Stammwappen
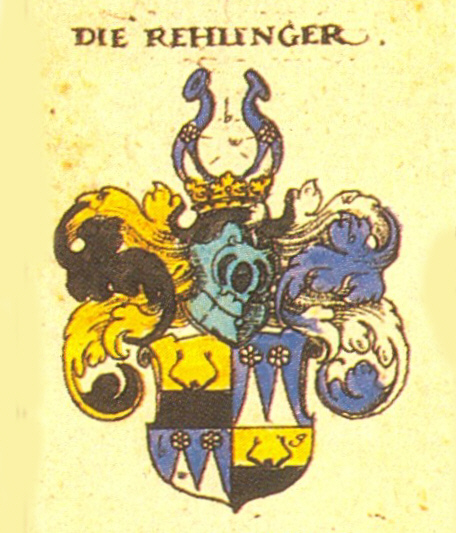
Linie 1 der Rehlinger
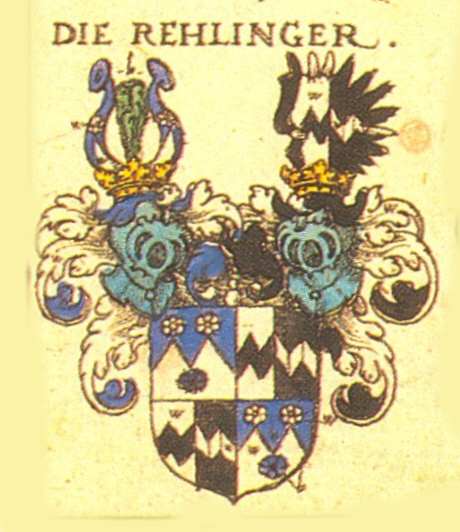
Linie 2 der Rehlinger
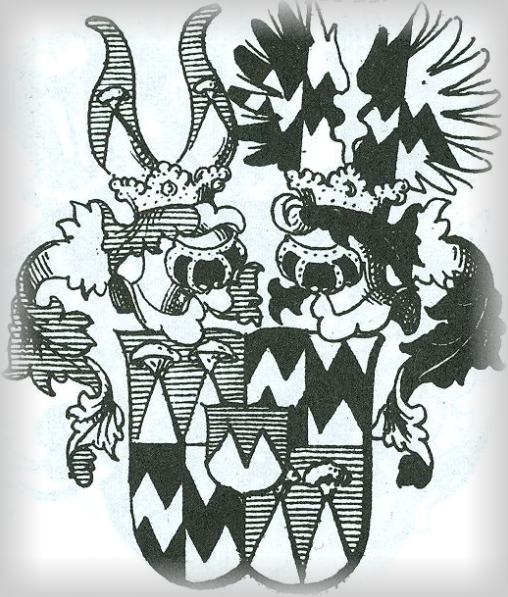
Wappen der Rehlinger von 1551 nach Siebmachers Wappenbuch
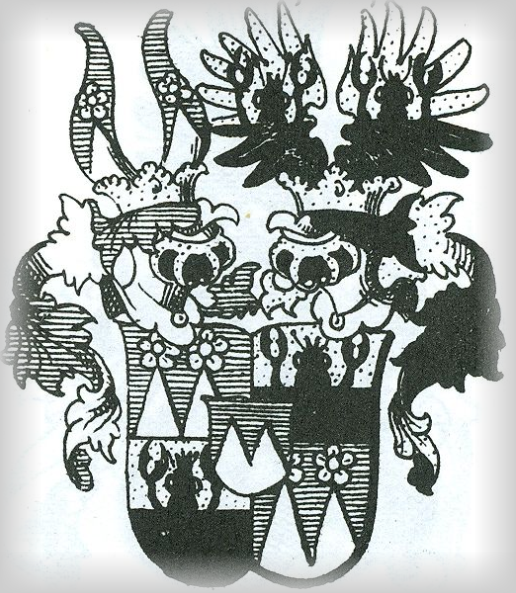
Wappen der Rehlinger von 1665 nach Siebmachers Wappenbuch

Elemente und Farben aus dem Wappen der Familie Rehlingen erscheinen noch heute in einigen schwäbischen Orts- und Gemeindewappen:

Wappen der Gemeinde Rehling[10] *
Wappen der Gemeinde Bubesheim[11] *
Wappen der Gemeinde Horgau[12] *
Wappen der Gemeinde Fuchstal[13] *
Wappen der Gemeinde Oberostendorf[14] *

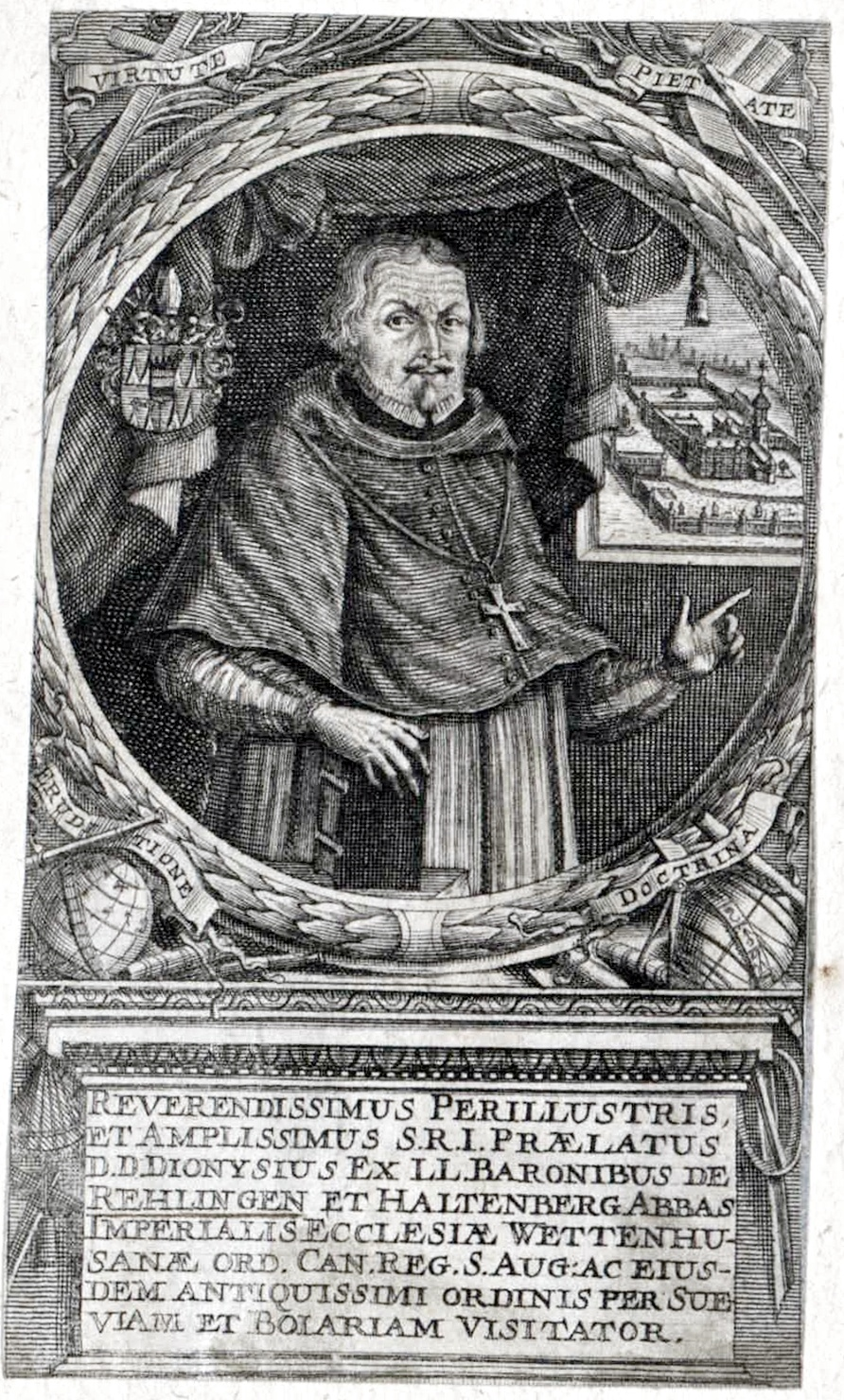
Dionysius von Rehlingen (1610–1692), Propst des Reichsstiftes Wettenhausen

## Bekannte Familienmitglieder
- Konrad Rehlinger (1330–1380), Stadtpfleger in Augsburg
- Konrad Rehlinger (1470–1556), Kaufmann und zweiter Ehemann von Sibylla Fugger, geb. Artzt
- Ulrich Rehlinger der Ältere (1477–1547), Bürgermeister in Augsburg
- Anna Fugger, geb. Rehlinger (1505–1548), Gattin Anton Fuggers
- Hieronymus Rehlinger (1511–1581), Kaufmann
- Konrad Marx Rehlinger (1575–1642), Kaufmann
- Dionysius von Rehlingen (1610–1692), reichsfreier Propst von Kloster Wettenhausen
- Raimund Freiherr von Rehling (1617–1675), Benediktiner und von 1659 bis 1675 Abt des Stifts Admont
- Julius Heinrich von Rehlingen-Radau, Augustinerchorherr und von 1723 bis 1732 Fürstpropst von Berchtesgaden
- Alexandra von Rehlingen (* 1959), deutsche PR-Managerin

## Einzelnachweise

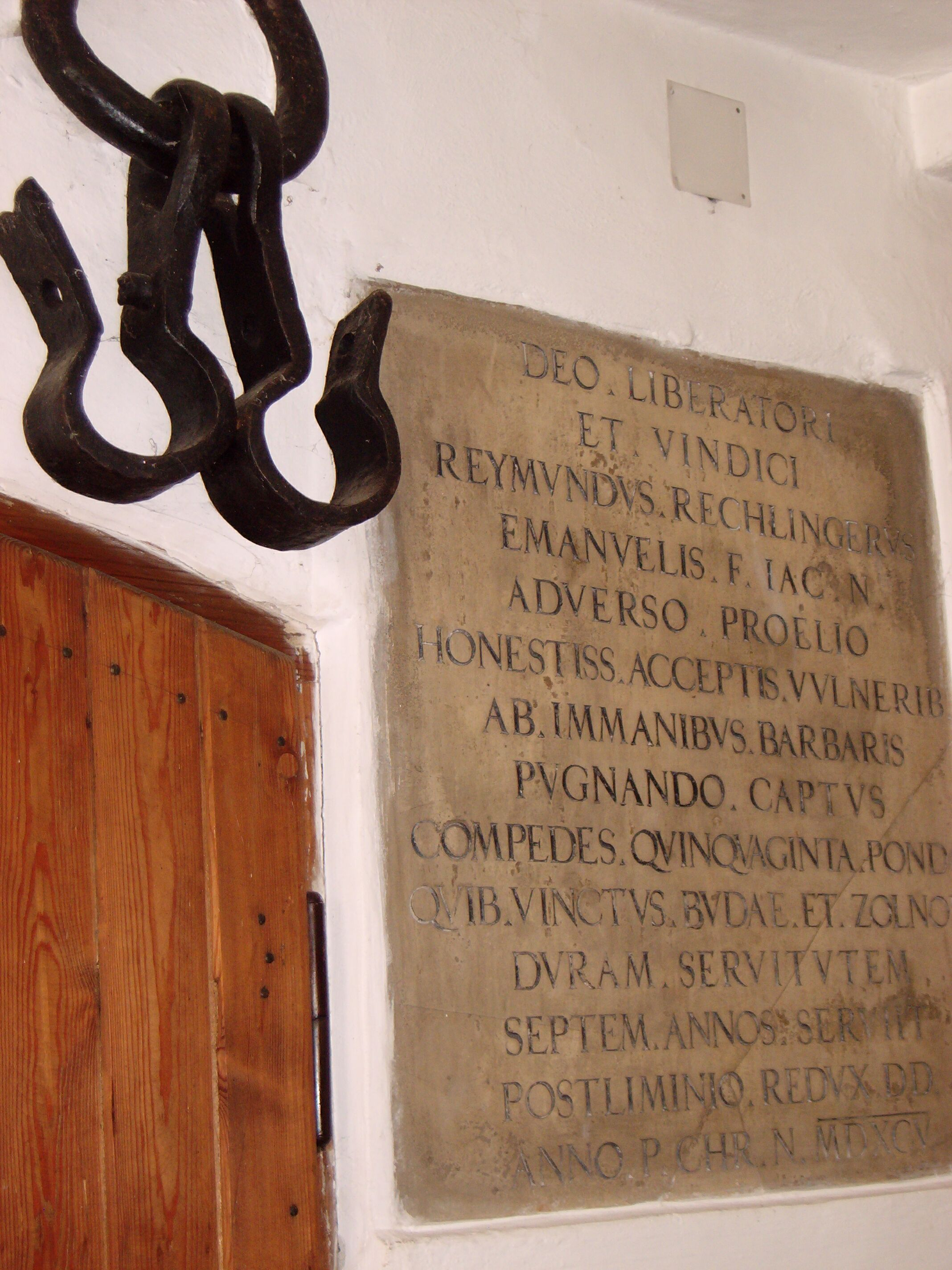
Die Fußketten des Raymund Rehlinger in der Pfarrkirche Mariä Verkündigung in Leeder